# エドガル・チャニ
エドガル・ユニオル・チャニ（Edgar Junior Çani, 1989年7月22日 - ）は、アルバニア・ティラナ出身の同国代表サッカー選手。ポジションはフォワード。

## 経歴

### クラブ
アルバニアで生まれたがイタリアのペルージャ県チッタ・デッラ・ピエーヴェで育つ。2004年にペスカーラ・カルチョに入団し、2006-07シーズンにセリエBでデビュー。
翌シーズンはセリエC1でのプレーとなったが、将来性を評価され2008年1月にセリエAのUSチッタ・ディ・パレルモに移籍、シーズン終盤でセリエAデビューを果たす。以降はセリエBのクラブに期限付き移籍している。
2011年7月にポーランド一部のポロニア・ワルシャワへ加入したが、2013年1月にはカルチョ・カターニアへ移籍しイタリアへ帰還した。2013年7月にセリエBのカルピFCへ、2014年1月からはASバーリへ期限付きで移籍している。翌年2月2日、チャンピオンシップのリーズ・ユナイテッドFCにシーズン終了までローンで加入した。
2015年8月27日、カターニアとの契約を解除することで合意した。同月31日、延長オプション付きの1年契約でレガ・プロ・ジローネBのACピサ1909に加入した。
2017年8月7日にFKパルティザニ・ティラナと2年契約を締結することが発表され、初めて母国のリーグでプレーすることとなった。
2018年8月27日、USヴィボネーゼ・カルチョに移籍した。

### 代表
2012年2月、ジョージアとの親善試合でアルバニア代表デビュー。

## 個人成績
| シーズン | クラブ               | リーグ             | リーグ戦 | リーグ戦 | カップ戦 | カップ戦 | 欧州カップ戦 | 欧州カップ戦 | 合計 | 合計 |
| シーズン | クラブ               | リーグ             | 出場     | 得点     | 出場     | 得点     | 出場         | 得点         | 出場 | 得点 |
| -------- | -------------------- | ------------------ | -------- | -------- | -------- | -------- | ------------ | ------------ | ---- | ---- |
| 2007-08  | ペスカーラ           | セリエC1           | 11       | 3        | 0        | 0        | -            | -            | 11   | 3    |
| 2007-08  | パレルモ             | セリエA            | 1        | 0        | 0        | 0        | -            | -            | 1    | 0    |
| 2008-09  | アスコリ             | セリエB            | 24       | 4        | 0        | 0        | -            | -            | 24   | 4    |
| 2009-10  | パドヴァ             | セリエB            | 19       | 2        | 0        | 0        | -            | -            | 19   | 2    |
| 2009-10  | ピアチェンツァ       | セリエB            | 13       | 4        | 0        | 0        | -            | -            | 13   | 4    |
| 2010-11  | モデナ               | セリエB            | 34       | 5        | 2        | 1        | -            | -            | 36   | 6    |
| 2011-12  | ポロニア・ワルシャワ | エクストラクラサ   | 26       | 11       | 2        | 2        | -            | -            | 28   | 13   |
| 2012-13  | ポロニア・ワルシャワ | エクストラクラサ   | 5        | 0        | 1        | 0        | -            | -            | 6    | 0    |
| 2012-13  | カターニア           | セリエA            | 4        | 0        | 0        | 0        | -            | -            | 4    | 0    |
| 2013-14  | カルピ               | セリエB            | 14       | 1        | 1        | 0        | -            | -            | 15   | 1    |
| 2013-14  | バーリ               | セリエB            | 17       | 4        | 0        | 0        | -            | -            | 17   | 4    |
| 2014-15  | カターニア           | セリエB            | 14       | 3        | 0        | 0        | -            | -            | 14   | 3    |
| 2014-15  | リーズ               | チャンピオンシップ | 1        | 0        | 0        | 0        | -            | -            | 1    | 0    |
| 通算     | 通算                 | 通算               | 183      | 37       | 6        | 3        | 0            | 0            | 189  | 40   |